# Robert van Westerop
Robert van Westerop (Alkmaar, 16 juli 1978) is een voormalig Nederlands voetballer die als doelman als laatste uitkwam voor Helmond Sport. Van Westerop begon zijn carrière bij AZ in het seizoen 1999/2000. In twee jaar kwam hij echter maar tot één optreden in de Alkmaarse hoofdmacht, waarop hij naar FC Volendam vertrok.
Na hier drie seizoenen te hebben gekeept wist FC Emmen van Westerop te strikken met een driejarig contract. Van Westerop werd behalve door zijn voetbalkwaliteiten ook bekend vanwege zijn goede verstandhouding met het publiek en zijn bedrijfje dat collegakeepers van tips over de te gebruiken handschoenen voorziet. Vanaf het seizoen 2007/2008 speelde hij voor Helmond Sport nadat hij FC Emmen wegens privé aangelegenheden verliet. Van Westerop verkoos, voordat zijn zoon geboren werd, dichter in de buurt te wonen van vrienden en familie. 
Na 4 jaar bij Helmond Sport te hebben gespeeld, besloot van Westerop te stoppen met actief betaald voetbal spelen. Hij ging zich verder specialiseren op zijn internetondernemingen en trad toe tot het bestuur van de VVCS (vakbond voor contractspelers) in 2011.
| Club          | Seizoen   | Wedstrijden |
| ------------- | --------- | ----------- |
| AZ Alkmaar    | 1999/2000 | 1           |
| AZ Alkmaar    | 2000/2001 | 0           |
| FC Volendam   | 2001/2002 | 14          |
| FC Volendam   | 2002/2003 | 25          |
| FC Volendam   | 2003/2004 | 18          |
| FC Emmen      | 2004/2005 | 33          |
| FC Emmen      | 2005/2006 | 32          |
| FC Emmen      | 2006/2007 | 35          |
| Helmond Sport | 2007/2008 | 38          |
| Helmond Sport | 2008/2009 | 37          |
| Helmond Sport | 2009/2010 | 37          |
| Helmond Sport | 2010/2011 | 24          |